# 앞회색질기둥
앞회색질기둥(anterior grey column, 전회백주) 또는 앞뿔(anterior cornu 또는 anterior horn of spinal cord, 전각) 또는 운동뿔(motor horn) 또는 배쪽뿔(ventral horn)은 척수의 회색질 앞쪽 기둥이다. 세 개의 회색질기둥(grey column, 회백주) 중 하나이다. 앞쪽 회색 기둥에는 골격근에 영향을 미치는 운동 뉴런이 포함되어 있고, 알파 운동 뉴런의 세포체가 위치해있다. 뒤회색질기둥(posterior grey column, 후회백주)에는 촉각 및 감각에 관한 정보가 들어 있다.

## 같이 보기
- 앞섬유단(anterior funiculus, 전삭) 또는 앞기둥(anterior column, 앞뿔, 전주)
- 회색질기둥(grey column)
- 가쪽회색질기둥 (lateral grey column, 가쪽기둥, 외측뿔, 측주)
- 뒤회색질기둥(posterior grey column)
- 알파 운동 신경세포
- 베타 운동 신경세포
- 감마 운동 신경세포
- 근방추 (근육방추)
- 방추속 근육 섬유 (방추내근섬유)
- 방추밖 근육 섬유 (방추외근섬유)
- 운동 단위
- Ia형 감각 신경섬유
- II형 감각 신경섬유
- 척수신경 앞뿌리
- 알파 운동 신경세포
- 베타 운동 신경세포
- 감마 운동 신경세포